# Jordânia nos Jogos Olímpicos de Verão de 2024
Jordânia participou dos Jogos Olímpicos de Verão de 2024, realizados em Paris, na França. Foi a 12.ª aparição consecutiva do país nos Jogos Olímpicos desde a estreia em Moscou 1980, sendo representado por 12 atletas que competiram em seis esportes.
Conquistou uma única medalha, de prata, com Zaid Kareem na categoria até 68 kg masculino do taekwondo.

## Medalhas
| Atleta      | Esporte   | Evento              | Medalha |
| ----------- | --------- | ------------------- | ------- |
| Zaid Kareem | Taekwondo | Até 68 kg masculino | Prata   |

## Competidores
Esta foi a participação por modalidade nesta edição:
| Esporte       | Masculino | Feminino | Total |
| ------------- | --------- | -------- | ----- |
| Atletismo     | 1         | 0        | 1     |
| Boxe          | 3         | 0        | 3     |
| Ginástica     | 1         | 0        | 1     |
| Natação       | 1         | 1        | 2     |
| Taekwondo     | 2         | 2        | 4     |
| Tênis de mesa | 1         | 0        | 1     |
| Total         | 9         | 3        | 12    |

## Desempenho

### Atletismo
Masculino
Eventos de estrada
| Atleta             | Evento   | Final   | Final | Ref.  |
| Atleta             | Evento   | Tempo   | Pos.  | Ref.  |
| ------------------ | -------- | ------- | ----- | ----- |
| Mo'ath Alkhawaldeh | Maratona | 2:20:01 | 65    | [ 5 ] |

### Boxe
Masculino
| Atleta          | Evento      | Primeira fase            | Oitavas de final     | Quartas de final       | Semifinal            | Final                | Final       | Ref.  |
| Atleta          | Evento      | Adversário Resultado     | Adversário Resultado | Adversário Resultado   | Adversário Resultado | Adversário Resultado | Pos.        | Ref.  |
| --------------- | ----------- | ------------------------ | -------------------- | ---------------------- | -------------------- | -------------------- | ----------- | ----- |
| Obada Al-Kasbeh | Até 63,5 kg | IRL D Clancy V 3–2       | FRA S Oumiha D 0–5   | Não avançou            | Não avançou          | Não avançou          | Não avançou | [ 6 ] |
| Zeyad Ishaish   | Até 71 kg   | KAZ A Shymbergenov V 3–2 | JPN S Okazawa V 3–2  | GBR L Richardson D 2–3 | Não avançou          | Não avançou          | Não avançou | [ 7 ] |
| Hussein Ishaish | Até 80 kg   | Bye                      | CRO G Veočić D 0–5   | Não avançou            | Não avançou          | Não avançou          | Não avançou | [ 8 ] |

### Ginástica

#### Artística
Masculino
| Atleta            | Evento           | Qualificação | Qualificação | Qualificação | Qualificação | Qualificação | Qualificação | Qualificação | Qualificação | Final       | Final       | Final       | Final       | Final       | Final       | Final       | Final       | Ref.  |
| Atleta            | Evento           | Aparelho     | Aparelho     | Aparelho     | Aparelho     | Aparelho     | Aparelho     | Total        | Pos.         | Aparelho    | Aparelho    | Aparelho    | Aparelho    | Aparelho    | Aparelho    | Total       | Pos.        | Ref.  |
| Atleta            | Evento           | F            | PH           | R            | V            | PB           | HB           | Total        | Pos.         | F           | PH          | R           | V           | PB          | HB          | Total       | Pos.        | Ref.  |
| ----------------- | ---------------- | ------------ | ------------ | ------------ | ------------ | ------------ | ------------ | ------------ | ------------ | ----------- | ----------- | ----------- | ----------- | ----------- | ----------- | ----------- | ----------- | ----- |
| Ahmad Abu Al-Soud | Individual geral | —            | 12.466       | —            | —            | —            | —            | 12.466       | —            | Não avançou | Não avançou | Não avançou | Não avançou | Não avançou | Não avançou | Não avançou | Não avançou | [ 9 ] |

### Natação
Masculino
| Atleta      | Evento      | Eliminatórias | Eliminatórias | Semifinal   | Semifinal   | Final       | Final       | Ref.   |
| Atleta      | Evento      | Tempo         | Pos.          | Tempo       | Pos.        | Tempo       | Pos.        | Ref.   |
| ----------- | ----------- | ------------- | ------------- | ----------- | ----------- | ----------- | ----------- | ------ |
| Amro Al-Wir | 200 m peito | 2:15.78       | 23            | Não avançou | Não avançou | Não avançou | Não avançou | [ 10 ] |

Feminino
| Atleta         | Evento      | Eliminatórias | Eliminatórias | Semifinal | Semifinal | Final       | Final       | Ref.   |
| Atleta         | Evento      | Tempo         | Pos.          | Tempo     | Pos.      | Tempo       | Pos.        | Ref.   |
| -------------- | ----------- | ------------- | ------------- | --------- | --------- | ----------- | ----------- | ------ |
| Karin Belbeisi | 400 m livre | 4:37.30       | 21            | —         | —         | Não avançou | Não avançou | [ 11 ] |

### Taekwondo
Masculino
| Atleta             | Evento    | Oitavas              | Quartas              | Semifinais           | Repescagem           | Final / DB           | Final / DB       | Ref.   |
| Atleta             | Evento    | Adversário Resultado | Adversário Resultado | Adversário Resultado | Adversário Resultado | Adversário Resultado | Pos.             | Ref.   |
| ------------------ | --------- | -------------------- | -------------------- | -------------------- | -------------------- | -------------------- | ---------------- | ------ |
| Zaid Kareem        | Até 68 kg | BRA E Pontes V 2–1   | TUR H Reçber V 2–0   | GBR B Sinden V 2–1   | —                    | UZB U Rashitov D 0–2 | Medalha de prata | [ 12 ] |
| Saleh Al-Sharabaty | Até 80 kg | BRA H Marques D 0–2  | Não avançou          | Não avançou          | Não avançou          | Não avançou          | Não avançou      | [ 13 ] |

Feminino
| Atleta           | Evento        | Oitavas                    | Quartas              | Semifinais           | Repescagem           | Final / DB           | Final / DB  | Ref.   |
| Atleta           | Evento        | Adversário Resultado       | Adversário Resultado | Adversário Resultado | Adversário Resultado | Adversário Resultado | Pos.        | Ref.   |
| ---------------- | ------------- | -------------------------- | -------------------- | -------------------- | -------------------- | -------------------- | ----------- | ------ |
| Julyana Al-Sadeq | Até 67 kg     | FIJ L Navuga Naitasi V 2–0 | CHN Song J D 1–2     | Não avançou          | Não avançou          | Não avançou          | Não avançou | [ 14 ] |
| Rama Abu Al-Rub  | Mais de 67 kg | MAR F Aboufaras V 2–1      | TUR N Kuş D 1–2      | Não avançou          | Não avançou          | Não avançou          | Não avançou | [ 15 ] |

### Tênis de mesa
Masculino
| Atleta         | Evento  | Preliminar           | Primeira rodada      | Segunda rodada       | Oitavas de final     | Quartas de final     | Semifinal            | Final                | Final       | Ref.   |
| Atleta         | Evento  | Adversário Resultado | Adversário Resultado | Adversário Resultado | Adversário Resultado | Adversário Resultado | Adversário Resultado | Adversário Resultado | Pos.        | Ref.   |
| -------------- | ------- | -------------------- | -------------------- | -------------------- | -------------------- | -------------------- | -------------------- | -------------------- | ----------- | ------ |
| Zaid Abo Yaman | Simples | IND H Desai D 0–4    | Não avançou          | Não avançou          | Não avançou          | Não avançou          | Não avançou          | Não avançou          | Não avançou | [ 16 ] |